# Централен Балкан
Централен Балкан е един от трите национални парка в Република България. Той е разположен в Средна Стара планина. Надморската височина варира между 500 и 2376 м като най-ниската точка е разположена близо до гр. Карлово, а най-високата е връх Ботев – най-високият връх в Стара планина. На територията на Националния парк са обявени 9 резервата, които покриват обща площ от над 20 000 хектара. Тези резервати са „Боатин“, „Царичина“, „Козя стена“, „Стенето“, „Северен Джендем“, „Пеещи скали“, „Соколна“, „Джендема“ и „Стара река“.

### Релеф
Релефът на Национален парк „Централен Балкан“ е силно разчленен. Високите планински върхове се редуват с дълбоки долини и каньони. Произходът на релефа на Стара планина е оформян през времето, както от ендогенните, така и от екзогенните релефообразуващи сили. Основните видове скали, от които е изградена основата на Националния парк са южнобългарски гранити, пясъчници и кристалинни шисти. Открити са признаци, че на надморска височина над 1800 m в образуването на релефа на планината в миналото са участвали и ледници.
Скални образувания и отвесни каменни масиви заемат над 2000 хектара от територията на парка. Това представлява около 3% от цялата му площ. Сред обектите, обявени за скални феномени, са Скален мост, Маркова дупка и Калчови камъни. Особено красив е районът на резерватите „Северен Джендем“ и „Джендема“. В тях на едно място се намират скални образувания, отвесни скални стени и вековни горски масиви. Паркът предлага голямо разнообразие от долини, каньони и ждрела. Някои от най-известните са Тъжанското ждрело, долината на река Соколна и др.
Карстът обхваща малка част от защитената територия, но за сметка на това карстовите райони в тук предлагат голямо разнообразие от пещери и пропасти. Един от най-големите карстови райони в Националния парк се намира на територията на резерват „Стенето“. Тук се намира и Райчовата дупка, която е втората най-дълбока пропастна пещера в България – 377 m.

### Климат
Територията на Национален парк „Централен Балкан“ попада в три климатични области. Частите с надморска височина над 1000 m попадат в планинската климатична област. Времето по северните склонове на планината е резултат от особеностите на умерено-континенталната климатична област, а по южните – на преходно-континенталната климатична област.
За парка, и особено за по-високите части на планината, са характерни силните ветрове. В най-високите части на защитената територия са често срещани силните бури. През повече от половината дни в годината духат ветрове със средна скорост 10 m/s. През пролетта южните ветрове достигат скорост над 20 m/s.
През цялата година температурите са сравнително ниски. Характерна е честата и бърза промяна в метеорологичните условия. Зимните температури са много ниски. Средната месечна температура за месец януари е между -9 и -3 °C. Във високите части на планината снежната покривка се задържа повече от 6 месеца, като дебелината на снега достига до над 2 м. Характерни за планината са гъстите мъгли.
Влажните дни са над 280. Най-високите годишни валежи за парка са измерени в района на х. „Амбарица“ 1360 л/м2. Това са и едни от най-високите стойности за страната.
Най-променливи в метеорологично отношение са билата на планината на надморска височина над 1900 м. Връх Ботев е едно от местата в България, на които са измерени най-големи стойности на ветровете и валежите.

### Води
По билото на Средна Стара планина минава Главният вододел на България. От територията на планината извират голям брой от българските реки. От по-големите реки от Дунавската отточна област (Северна България) от територията на парка извират Вит, Осъм и Росица. Сред по-големите реки от Беломорската отточна област, извиращи от парка са Бяла река, Стряма и Тунджа. Средногодишният обем на водата, формиращ се на територията на Национален парк Централен Балкан, е 460 млн. куб. м. В сухи години спада до 290 млн. куб. м., а в средно влажни години се повишава до 530 млн. куб. м. Водите имат добри качества и представляват значителна част от запасите на питейна вода в България.
Характерни за планината са речните прагове. На територията на парка се намират някои от най-високите и внушителни водопади в България, наричани тук в повечето случаи пръскала. Това наименование идва от местния диалектен говор, характерен за Централна Стара планина. Някои от най-известните водопади в националния парк са Райското (124,5 м), Видимското (80 м), Карловското (26 м) и Кадемлийското пръскало (72 м).
От територията на парка извира голяма част от повърхностните питейни води в страната. Средният годишен обем на водата, извираща от Централен Балкан е 460 000 000 куб. м. В по-сухите години този обем спада с около 150 милиона куб. м.

## Флора
Растителният свят в Национален парк „Централен Балкан“ е изключително разнообразен. Установени са близо 2350 вида и подвида растения, като от тях над 1900 са висшите растения. Сред тях са около 170 вида растения с лечебни свойства. Тук могат да се видят 229 вида мъхове и 256 вида гъби.

### Гори
Горски площи покриват над 55% от територията на Национален парк „Централен Балкан“, което представлява повече от 1% от цялата площ на горите в България. Горските масиви са равномерно разпределени по двата склона на планината. Горите с естествен произход са 97% от всички гори в парка. Средната възраст на горите е над 110 години, а тази на широколистните гори над 120 години.
Горите на парка са „пазител“ на водата и основен източник на кислород в района. Горските масиви са основен фактор в поддържането на микроклиматът, при който живеят множество редки животни.
Най-добре представеният растителен пояс тук е поясът на буковите гори. Над него е иглолистният пояс, представен на отделни места (не се образува непрекъснат пояс). В зависимост от условията и надморската височина в парка се срещат още цер, благун, космат дъб, явор, габър, леска, обикновен смърч, бяла ела, бяла мура.
С особено висока стойност са буковите гори, които са характерни за Стара планина. Средната им възраст тук е 135 години. Простират се на надморска височина от 900 до 1600 м. На територията на парка се намират над 7% от всички букови гори в България и едни от най-големите и най-добре съхранени букови масиви в Европа.

### Висши растения
Висшите растения, срещащи се в националния парк, представят повече от половината от висшата флора на България. От тези растения 12 вида и подвида представляват локални ендемити (разпространени са само на това място). Освен това са установени също и 10 български и 67 балкански ендемични растителни вида. Защитени по българското законодателство са 30 вида, сред които са нарцисовидната съсънка, благоевото бясно дърво, кръглолистната росянка, еделвайсът, жълтият планински крем, старопланинската иглика и др. 81 вида са включените в Червената книга на България, 9 са в Червения списък на Европа, 10 вида са застрашени в световен мащаб според Международния съюз за защита на природата (IUCN). Видове от световни и европейски червени списъци са трансилванска камбанка, звездоцветно шапиче, неразделнолистно шапиче, кернерова метличина, стефчова тлъстига, български скален копър.

### Лечебни растения
На територията на Централен Балкан са установени близо 170 вида растения, притежаващи лечебни свойства. Това е значителен брой и представлява основна част от всички такива растения в България. От лечебните растения 22 вида са включени в Червената книга на Република България. 16 вида са под специален режим на стопанисване и ползване.
Сред срещащите се тук са и най-популярните в народната медицина видове като мащерка, жълт кантарион, малина, дива ягода, очанка, лечебно великденче, лечебна иглика и миши уши.

### Гъби
Голям е броят на видовете от царство Гъби, установени на територията на парка. Открити са над 250 вида гъби, което представлява около 12% от всички видове гъби на територията на Република България. Пряк интерес от страна на човека има по отношение на ядливите видове. Най-разпространените ядливи видове гъби са манатарките, печурките, пърхутките, пачият крак и др.
Тяхното събиране е разрешено, както за лични, така и за търговски нужди, след издаване на разрешителен документ от дирекцията на парка.

## Фауна
Голямата територия на парка, както и голямото климатично и релефно разнообразие, обуславят изключително разнообразие на животинския свят.

### Безгръбначни животни
На територията на Национален парк „Централен Балкан“ са установени близо 2390 вида и подвида безгръбначни животни. От тези животни 260 вида са обявени за редки в световен мащаб, 85 са с ареал на разпространение, ограничен в рамките на Балканския полуостров, а над 50 вида се срещат единствено на територията на България.
Открити са близо 30 вида и подвида безгръбначни животни, които се срещат единствено в Средна Стара планина и никъде другаде на Земята. Най-голям брой ендемични видове безгръбначни има от групите на правокрилите, бръмбарите и пеперудите.
От особено значение за Защитената територия е опазването на 19 вида животни, които са застрашени от изчезване в планетарен мащаб. 35 от откритите тук видове са включени в международни списъци за опазане на природата. Въпреки големия брой на откритите видове животни, учените смятат, че това са едва 3/4 от всички видове, които се срещат в парка. По тази причина продължава усиленото му изучаване и в това направление.

### Гръбначни животни
На територията на Национален парк „Централен Балкан“ се опазва голяма част от всички установени в България гръбначни животни.

#### Бозайници
В Централен Балкан намират убежище голяма част от бозайниците, срещащи се в България. Тук са открити 18 вида прилепи, 17 вида дребни и 16 вида едри бозайници.
Всички от установените видове прилепи са обявени за застрашени животински видове в Европа, а осем от тях са застрашени в световен мащаб. В Европейските и Световни червени списъци са вписани видове като снежната полевка, лалугерът, горският и обикновеният сънливец. Тук се намира и най-голямата в Европа популация от кафява мечка, обитаваща защитена територия. Сред широко разпространените в парка бозайници са представителите на разред Насекомоядни и по-точно източноевропейският таралеж и къртицата.
Широко разпространени в почти всички части на парка са копитните бозайници. В тази група се включват сърните, елените и включените в Червената книга на България диви кози. В миналото техния брой е намалявал, поради неразумното поведение на човека. Днес, благодарение на усилията на парковата дирекция по отношение на охраната на видовете и местообитанията им, числеността на тези видове е стабилна.
Голям е броят на хищниците в националния парк. Тук те са 12 вида – вълк, чакал, лисица, мечка, невестулка, черен и пъстър пор, белка, златка, видра, язовец, дива котка. Особен интерес представлява видрата, чието разпространение в България е изключително ограничено. Видрата е включена в Червения списък на световнозастрашените видове. по отношение на дивата котка трябва да се отбележи, че в парка се намира най-чистата ѝ популация, не само в България, но и на Балканския полуостров. През последните десетилетия значително е намалена популацията на златка. Броят на представителите на този вид е намалял вследствие намесата на човека.

#### Птици
Национален парк „Централен Балкан“ е признат за Орнитологично важно място със световно значение, защото съхранява всички срещащи се в България видове птици от алпийския биом и значими в световен мащаб популации на други видове птици. Общо в парка се срещат 224 вида птици. Установени са 123 вида през гнездовия период, 22 от тях са включени в Червената книга на България. Тук се размножават интересните обитатели на Алпийския биом – пъстрогушата завирушка, скалолазката и жълтоклюната хайдушка гарга.
На територията на парка са установени 16 вида дневни грабливи птици. Голям интерес представлява популацията от скален орел, която обхваща близо 5% от всички птици от вида, гнездящи в България. Друг вид представляващ интерес е царския орел, който е вписан в световната Червена книга.
В европейските списъци на застрашените от изчезване животни са вписани птиците белоопашат мишелов, орел змияр, ловен сокол и сокол скитник. От Закона за биологичното разнообразие на Република България са защитени видовете черношипа ветрушка, планински кеклик, бухал, уралска улулица, врабчова кукумявка, малка мухоловка, пъстър скален дрозд и черен кълвач.

#### Влечуги
В Националния парк са установени 14 вида влечуги. Най-голям брой от тях могат да се видят в по-високите части на Планината. Тук често се срещат видовете усойница и живороден гущер. Усойницата е отровна змия, характерна за високите части на българските планини. В по-ниските на нейно място се среща пепелянката.
По откритите склонове, където слънчевото греене е по-продължително се срещат късокрак гущер, кримски гущер, а на отделни места и стенен гущер. Най-често срещаните змии са медянката и смокът мишкар.

#### Земноводни
На територията на Централен Балкан се срещат 8 вида земноводни. Характерни, както за парка, така и за цялата планина са видовете дъждовник, дългокрака горска жаба и голямата крастава жаба. В отделни части тук се срещат също и видовете зелена крастава жаба и жаба дървесница, която е в списъка на застрашените в световен мащаб животни.

#### Риби
Национален парк „Централен Балкан“ обхваща и високите части на Стара планина. По този начин в него влизат горните течения на реките, извиращи от територията му. Установени са 6 вида риби, което представлява 1/2 от броя на всички установени видове риби в Средна Стара планина. Срещат се балканска пъстърва, лешанка, главоч, балканска мряна, дъгова пъстърва (не е местен вид) и сивен. От особено консервационно значение от рибите на Централен Балкан има балканската пъстърва – вид, смятан за застрашен в Европа. Популацията на тази пъстърва в парка е от национално значение.

## Туризъм
В националния парк най-добре е развит пешеходният туризъм. Създадени са множество маршрути и туристически пътеки (над 470 км). За поддържането на условията за практикуване на летен и зимен туризъм тук се грижи парковата дирекция. През последните години е направено много за поставянето на означения и маркировка, които улесняват ориентирането и следването на съществуващите маршрути. Създадени са голям брой предпазни съоръжения, заслони, кътове за отдих, интерпретативни програми и др. Създадени са специализирани маршрути за конен и велосипеден туризъм, за наблюдение на специфична флора и фауна, за наблюдение на историческите и културни забележителности, разположени на територията на парка, и т.н. Прецизното управление на посетителите в Защитената територия цели по-добро запазване на природата в естествения и вид.
Множество хижи и почивни бази създават условия, както за краткосрочен, така и за по-продължителен престой. Хижите разположени в рамките на националния парк са 20 и са подчинени на Българския туристически съюз (БТС). Общият капацитет на хижите е над 1400 легла. Почивните бази са ведомствени и имат капацитет от над 250 легла.

## Забележителности
На територията на Национален парк Централен Балкан са открити голям брой исторически и културни забележителности. Опазването на различните останки е една от основните задачи на парка, за чието изпълнение се грижи отново парковата Дирекция.
При археологически разкопки в някои части на защитената територия са открити множество предмети, свидетелстващи за развитото в миналото тук занаятчийство. Голям брой от откритите предмети се съхранява в музея на народните занаяти в Троян. Открити са предмети от керамиката, дърворезбата, иконографията и др.
Друго място където могат да се видят предмети, характерни за региона на парка в миналото, е етнографският музей на открито – Етъра в гр. Габрово. Там са представени различните занаяти и дейности на тогаващното общество във вид близък до оригиналния. Музейни експозиции има също и в Карлово, Сопот, Клисура, Калофер и други градове наоколо.

## Зони
Територията на Национален парк „Централен Балкан“ е разделена на 5 зони. Зонирането дава възможност за обособяване на територии със специфични режими, норми и действия за управление на парка. Зоните спомагат за по-добрата организация на дейностите по разпределянето и ползването на ресурсите и за по-ясното дефиниране на правилата за поведение на посетителите в защитената територия. Съгласно Закона за защитените територии (ЗЗТ) са определени, картирани и описани следните зони: Зона „Резервати“, „Зона за ограничаване на човешкото въздействие“, Зона „Туризъм“, Зона „Сгради и съоръжения“ и „Многофункционална зона“.

### Резерватна зона
Зона „Резервати“ включва съществуващите 9 резервата в парка. В тях се срещат образци от естествени екосистеми, включващи характерни и/или забележителни диви растителни и животински видове и местообитанията им. Това са територии от първостепенна природозащитна важност – първа категория според класификацията на Международния съюз за защита на природата (IUCN). Зона „Резервати“ е с най-високо ниво на защита.

### Зона за ограничаване на човешкото въздействие
„Зона за ограничаване на човешкото въздействие“ включва териториите около резерватите (съществуващи буферни зони) и териториите с висока консервационна значимост, които биха могли да получат резерватен статут, териториите за осигуряване на биологичен обмен между резерватите и териториите с богато биологично разнообразие. Тази зона е предназначена да възпира, ограничава или смекчава неблагоприятните човешки въздействия и последици от тях върху резерватите и културно-историческото наследство.

### Туристическа зона
Зона „Туризъм“ обхваща пътеките (без тези, които пресичат резерватите, които остават в зона „Резервати“), заслоните, обектите на културно-историческото наследство, местата за бивакуване, местата за палене на огън и за кратковременен отдих, погледните места, специализираните места за интерпретиране и образователни дейности, местата на съществуващите спортни съоръжения, местата за екстремни спортове и главните входно-изходни пунктове за туристите. Предназначението на тази зона е да предложи възможности за устойчив туризъм, отдих и почивка по начин, който не уврежда дивата природа, както и да се осигури безопасността на посетителите.

### Сгради и съоръжения
Зона „Сгради и съоръжения“ обхваща всички обекти на капиталното строителство, прилежащите им подобекти от техническо-устройствен характер и застъпените терени върху и около тях в зависимост от предвидените сервитутни граници. Най-общо това са комплексите сгради с различен характер и предназначение, хижите, другите сгради, които предлагат нощувка, сградите със специален режим на ползване, обектите на ДНП, поясите I на санитарно-охранителните зони, кантони, електропреносна мрежа, пътища и пътни съоръжения, противопожарните водоеми и водохранилища. Управлението на зоната цели минимално отрицателно въздействие върху биологичното разнообразие, пейзажа и общото състояние на дивата природа в парка.

### Многофункционална зона
„Многофункционалната зона“ включва всички останали територии на парка, които не попадат в посочените по-горе зони. Това са предимно природни територии, където за разлика от останалите зони не се предвиждат специални мерки за улеснение и безопасност на посетителите. Основното предназначение на многофункционалната зона е да опазва естественото състояние и процеси в природните съобщества, екосистеми и местообитания, както и да предоставя възможности за природосъобразен поминък и дългосрочни ползи от устойчиво ползване на природните ресурси в определени райони.